# Excalibosaurus
Excalibosaurus (nach Excalibur  und sauros Gr. = Echse) ist eine Ichthyosauriergattung, deren fossile Überreste, ein unvollständiges Skelett 1984 in Schichten des frühen Unterjura von Somerset gefunden wurden. Das Fossil umfasst den Schädel, Vorderflossen und Schultergürtel, Wirbel und Rippen und befindet sich heute im Bristol City Museum and Art Gallery. Bisher ist nur eine einzige Art, Excalibosaurus costini, bekannt. Der Name leitet sich von dem mythischen Schwert Excalibur ab.

## Merkmale
Excalibosaurus hatte einen spindelförmigen, eine Länge von 5,4 bis 6,9 Metern erreichenden Körper. Der Oberkiefer war verlängert und ragte über den Unterkiefer hinaus, ein Merkmal, das nur noch bei Eurhinosaurus auftritt. Der Schädel hat ohne Schnauze eine Länge von 78,5 cm, der Oberkiefer ist 60 cm lang. Abgesehen vom längeren Oberkiefer ähnelt der Schädel dem von Leptonectes tenuirostris. Die Zähne sind schlank und befinden sich auch auf dem freien Teil des Oberkiefers. Die Vorderflosse war halb so lang wie der Oberkiefer und damit kürzer als bei Eurhinosaurus dessen Vordergliedmaßen die Länge des Oberkiefers erreichten. Die Vorderflosse bestand aus drei Fingern, einige Anzeichen sprechen für einen vierten. Der mittlere Finger hatte zwölf Glieder (Hyperphalangie).

## Systematik
Excalibosaurus war wahrscheinlich ein Vorgänger von Eurhinosaurus. Zusammen mit Leptonectes und Eurhinosaurus wird Excalibosaurus in die Familie der Leptonectidae  gestellt.